# Caribbean Blue
"Caribbean Blue" er en sang af den irske musiker Enya, der blev udgivet som single den 7. oktober 1991 fra hendes tredje studiealbum, Shepherd Moons (1991). Den følger en tretakts vals og nævner Anemoi (oldgræsk vindgud): Boreas, Afer Ventus (Africus), Eurus og Zephyrus.
"Caribbean Blue" nåede ottendepladsen på Irish Singles Chart og nummer 13 på UK Singles Chart. I USA nåede den nummer 79 på Billboard Hot 100 og nummer tre på Billboard Modern Rock Tracks-hitlisten. På sidstnævnte hitliste var det den 12. mest succesfulde sang i 1992. Musikvideoen til sangen indeholdt billeder baseret på malerier fra Maxfield Parrish, og samtidig er det en af den britiske skuespiller og sanger Martine McCutcheons tidlige optrædener.

## Hitlister
| Chart (1991–1992)                                | Peak position |
| ------------------------------------------------ | ------------- |
| Australia (ARIA)                                 | 74            |
| Belgien (Ultratop 50 Flanderen)                  | 30            |
| Canada Top Singles (RPM)                         | 32            |
| Canada Adult Contemporary (RPM)                  | 10            |
| Europe (Eurochart Hot 100)                       | 31            |
| Tyskland (Official German Charts)                | 50            |
| Irland (IRMA)                                    | 8             |
| Holland (Dutch Top 40)                           | 21            |
| Holland (Single Top 100)                         | 37            |
| New Zealand (RIANZ)                              | 22            |
| Sverige (Sverigetopplistan)                      | 25            |
| Schweiz (Schweizer Hitparade)                    | 32            |
| Storbritannien Singles (Official Charts Company) | 13            |
| USA Billboard Hot 100                            | 79            |
| USA Adult Contemporary (Billboard)               | 29            |
| USA Alternative Songs (Billboard)                | 3             |

|

### Års-hitlister
| Hitliste (1992)                   | Placering |
| --------------------------------- | --------- |
| US Modern Rock Tracks (Billboard) | 12        |

|}